# Olympische Sommerspiele 2012/Leichtathletik – Hochsprung (Männer)

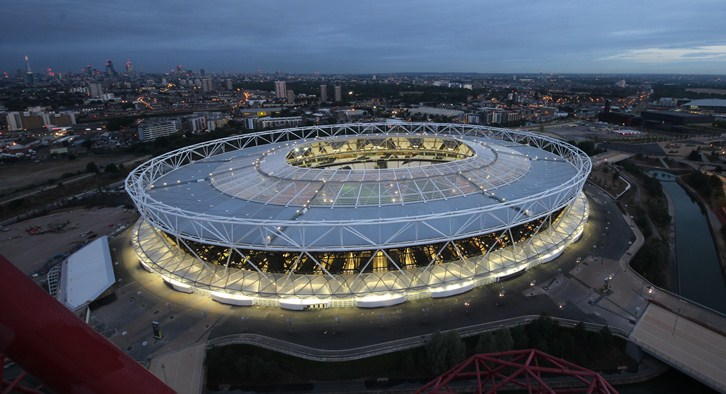
Das Olympiastadion von London im Jahr 2015

Der Hochsprung der Männer bei den Olympischen Spielen 2012 in London wurde am 5. und 7. August 2012 im Olympiastadion London ausgetragen. 35 Athleten nahmen teil.
Nachdem der zunächst erstplatzierte Russe Iwan Uchow im Februar 2019 nachträglich des Dopings überführt und für vier Jahre gesperrt worden war (siehe unten Abschnitt „Doping“), ging die Goldmedaille an den ursprünglich zweitplatzierten US-Amerikaner Erik Kynard. Drei Athleten, die zuvor gemeinsam den dritten Platz belegt hatten, erhielten je eine Silbermedaille zugesprochen: Mutaz Essa Barshim aus Katar, Derek Drouin aus Kanada und Robert Grabarz aus Großbritannien.
Athleten aus Deutschland, der Schweiz, Österreich und Liechtenstein nahmen nicht teil.

## Aktuelle Titelträger
| Olympiasieger                      | Andrei Silnow ( Russland)              | 2,36 m | Peking 2008       |
| Weltmeister                        | Jesse Williams ( USA)                  | 2,35 m | Daegu 2011        |
| Europameister                      | Robert Grabarz ( Großbritannien)       | 2,31 m | Helsinki 2012     |
| Zentralamerika und Karibik-Meister | Trevor Barry ( Bahamas)                | 2,28 m | Mayagüez 2011     |
| Südamerika-Meister                 | Diego Ferrín ( Ecuador)                | 2,23 m | Buenos Aires 2011 |
| Asienmeister                       | Mutaz Essa Barshim ( Katar)            | 2,35 m | Kōbe 2011         |
| Afrikameister                      | Kabelo Kgosiemang ( Botswana)          | 2,25 m | Porto-Novo 2012   |
| Ozeanienmeister                    | Raihau Maiau ( Französisch-Polynesien) | 1,85 m | Cairns 2012       |

## Bestehende Rekorde
| Weltrekord         | Javier Sotomayor ( Kuba) | 2,45 m | Salamanca, Spanien     | 27. Juli 1993 |
| Olympischer Rekord | Charles Austin ( USA)    | 2,39 m | Finale OS Atlanta, USA | 29. Juli 1996 |

Der bestehende olympische Rekord wurde bei diesen Spielen nicht erreicht. Am höchsten sprang der US-amerikanische Olympiasieger Erik Kynard im Finale. Mit seinem Siegsprung erzielte er 2,33 m und blieb damit sechs Zentimeter unter dem olympischen Rekord. Den Weltrekord verfehlte er um zwölf Zentimeter.

## Legende
Kurze Übersicht zur Bedeutung der Symbolik – so üblicherweise auch in sonstigen Veröffentlichungen verwendet:
| – | verzichtet   |
| o | übersprungen |
| x | ungültig     |

Anmerkungen:
- Alle Zeiten in diesem Beitrag sind nach Ortszeit London (UTC±0) angegeben.
- Alle Höhenangaben sind in Metern (m) notiert.

## Doping
Der zunächst als Sieger gekürte Russe Iwan Uchow wurde im Februar 2019 nachträglich des Dopings überführt und für vier Jahre gesperrt. Seine Ergebnisse zwischen dem 16. Juli 2012 und dem 31. Dezember 2015 wurden annulliert.

## Qualifikation
5. August 2012, 19:05 Uhr
Die Qualifikation wurde in zwei Gruppen durchgeführt. Die Qualifikationshöhe betrug 2,32 m. Kein Springer musste diese Höhe überhaupt erst angehen, weil sich abzeichnete, dass 2,29 m für die Finalqualifikation ausreichen würden. Schließlich erreichten vierzehn Sportler (hellgrün unterlegt) – zwei mehr als die Mindestteilnehmerzahl – mit übersprungenen 2,26 m und ohne vorherigen Fehlversuch in ihrer Serie das zwei Tage später angesetzte Finale.

### Gruppe A
| Platz | Name                  | Nation              | 2,16 | 2,21 | 2,26 | 2,29 | Höhe |
| ----- | --------------------- | ------------------- | ---- | ---- | ---- | ---- | ---- |
| 1     | Erik Kynard           | USA                 | o    | o    | xo   | o    | 2,29 |
| 2     | Derek Drouin          | Kanada              | o    | xxo  | xo   | xxo  | 2,29 |
| 3     | Mutaz Essa Barshim    | Katar               | o    | o    | xo   | xx–  | 2,26 |
| 3     | Bohdan Bondarenko     | Ukraine             | o    | o    | xo   | xx–  | 2,26 |
| 5     | Mickael Hanany        | Frankreich          | o    | o    | xo   | xxx  | 2,26 |
| 5     | Andrei Silnow         | Russland            | o    | o    | xo   | xxx  | 2,26 |
| 7     | Kyriakos Ioannou      | Zypern              | o    | o    | xxo  | xxx  | 2,26 |
| 8     | Alexandr Schustow     | Russland            | o    | xo   | xxo  | xxx  | 2,26 |
| 9     | Dmitro Demjanjuk      | Ukraine             | o    | o    | xxx  |      | 2,21 |
| 9     | Osku Torro            | Finnland            | o    | o    | xxx  |      | 2,21 |
| 11    | Zhang Guowei          | Volksrepublik China | o    | xo   | xxx  |      | 2,21 |
| 12    | Konstandinos Baniotis | Griechenland        | o    | xxo  | xxx  |      | 2,21 |
| 13    | Majd Eddin Ghazal     | Syrien              | xo   | xxx  |      |      | 2,16 |
| 14    | Michal Kabelka        | Slowakei            | xxo  | xxx  |      |      | 2,16 |
| 14    | Lee Hup Wei           | Malaysia            | xxo  | xxx  |      |      | 2,16 |
| 14    | Donald Thomas         | Bahamas             | xxo  | –    | xxx  |      | 2,16 |
| NM    | Andrej Tschuryla      | Belarus             | xxx  |      |      |      | ogV  |
| NM    | Darvin Edwards        | St. Lucia           | xxx  |      |      |      | ogV  |

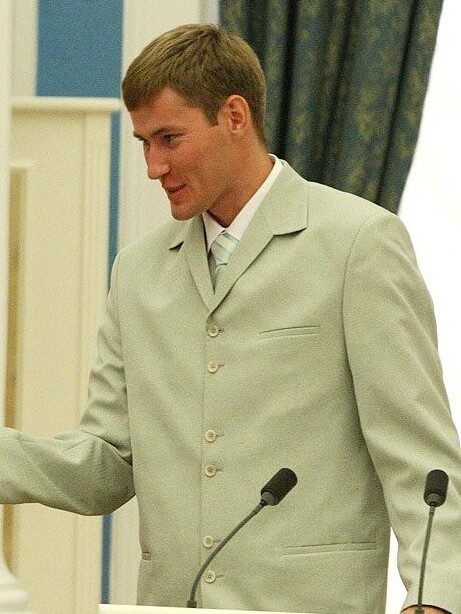
Alexandr Schustow – ausgeschieden mit 2,26 m

Weitere in Qualifikationsgruppe A ausgeschiedene Hochspringer:

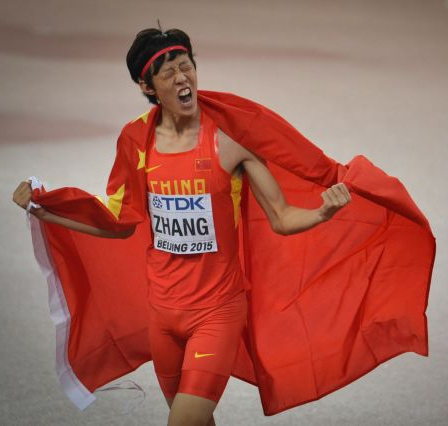
Zhang Guowei – 2,21 m
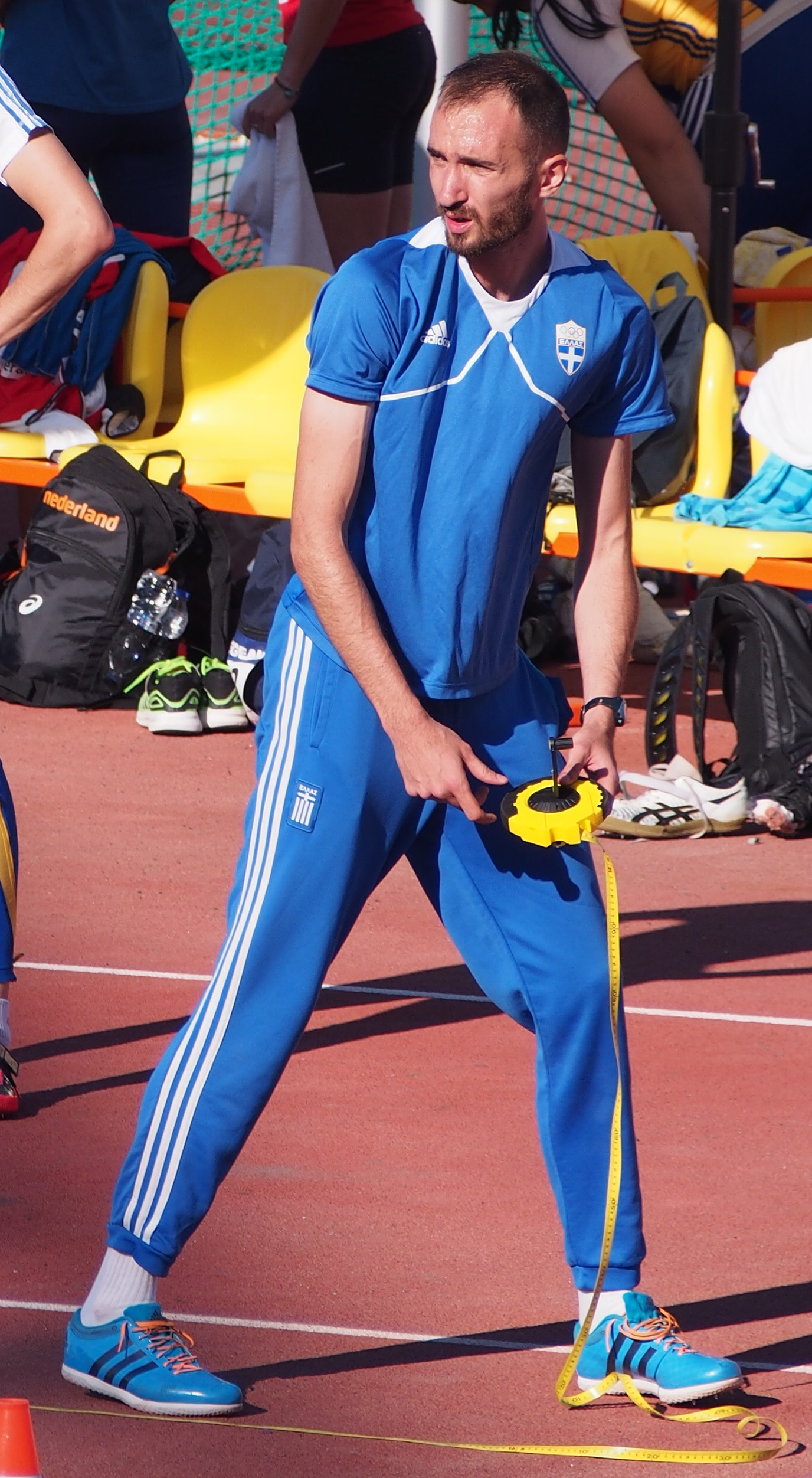
Konstandinos Baniotis – 2,21 m
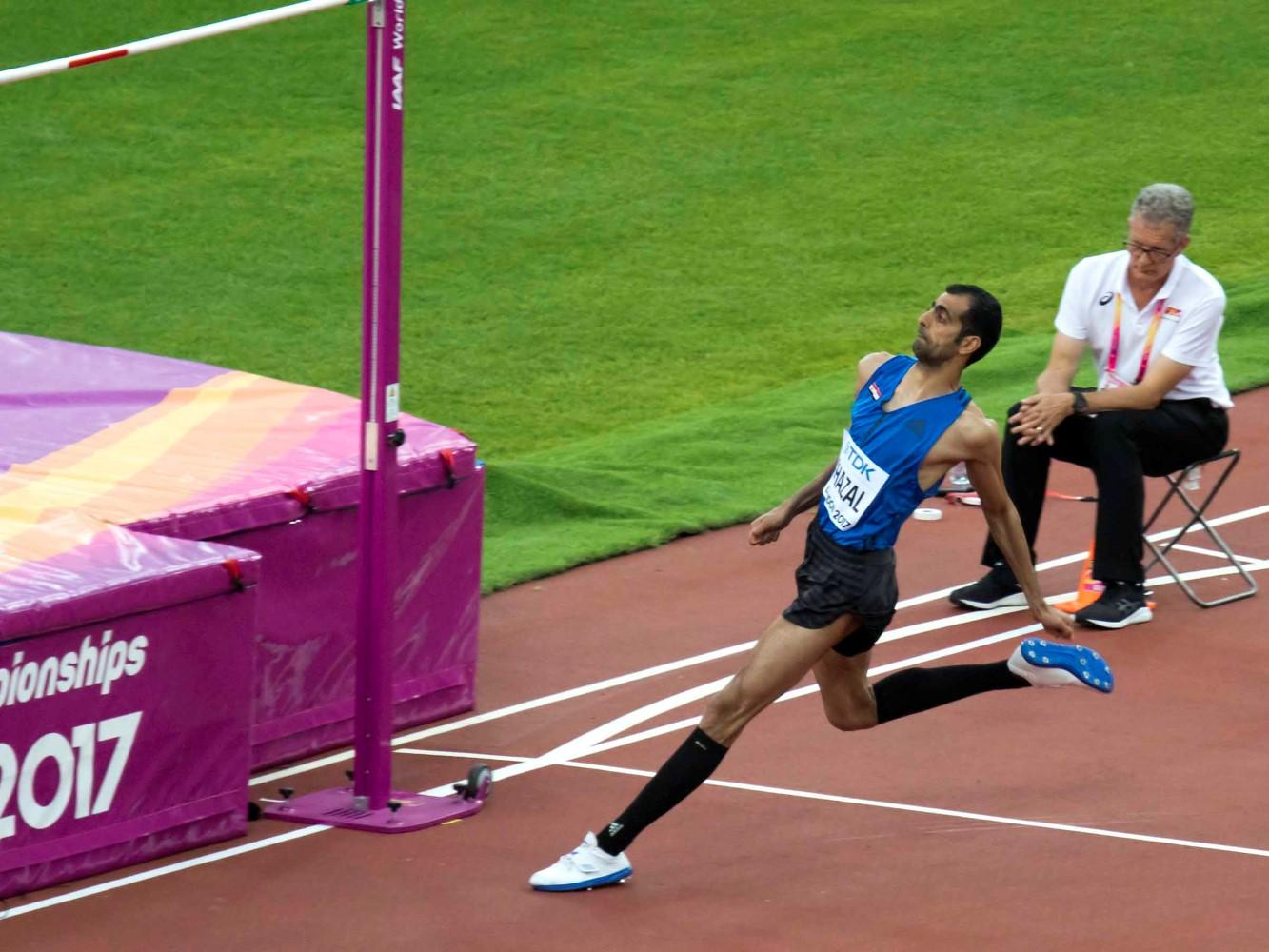
Majd Eddin Ghazal – 2,16 m
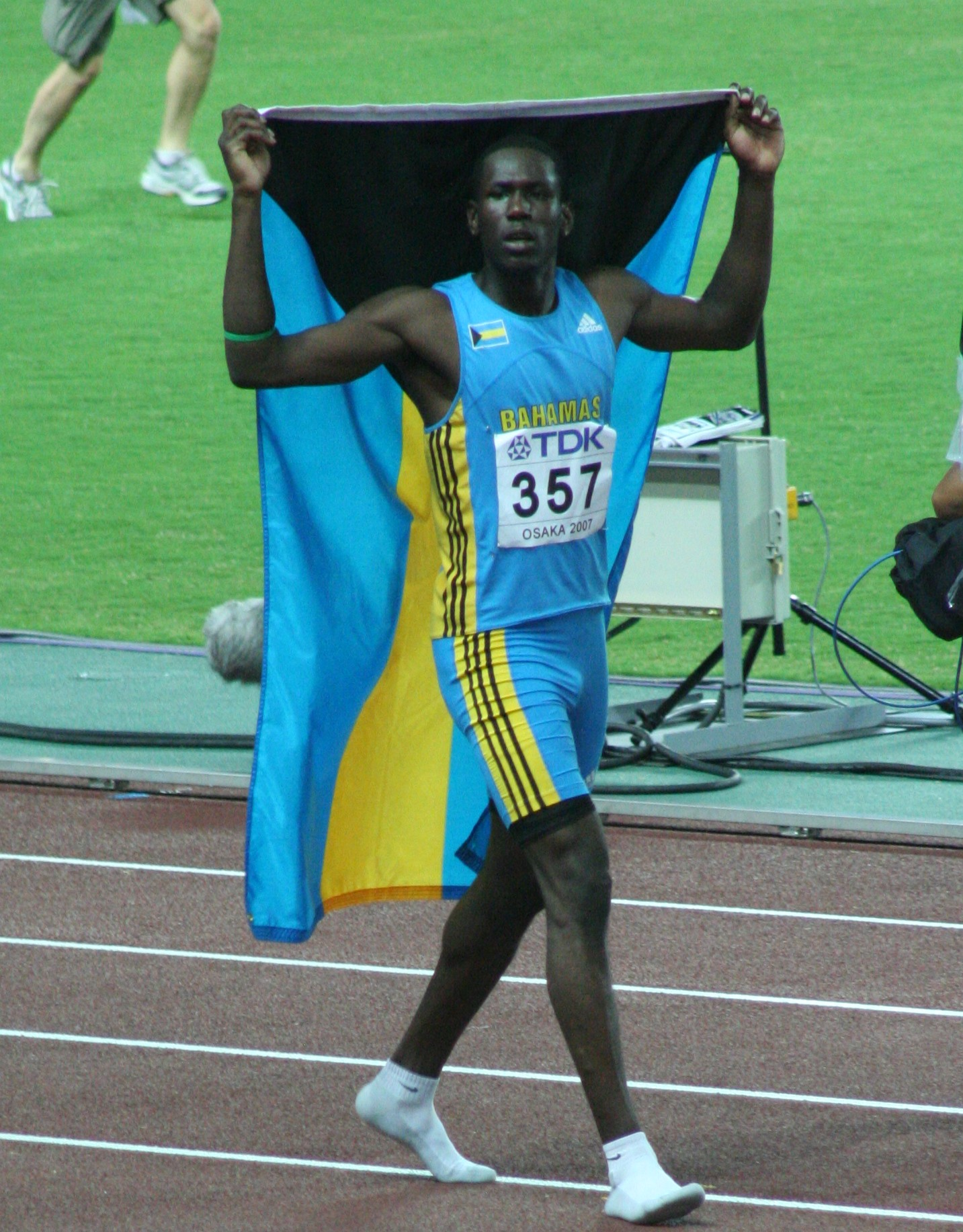
Donald Thomas – 2,16 m

### Gruppe B
| Platz | Name              | Nation         | 2,16 | 2,21 | 2,26 | 2,29 | Höhe |
| ----- | ----------------- | -------------- | ---- | ---- | ---- | ---- | ---- |
| 1     | Robert Grabarz    | Großbritannien | –    | o    | o    | o    | 2,29 |
| 2     | Iwan Uchow        | Russland       | o    | o    | xo   | o    | 2,29 |
| 3     | Jesse Williams    | USA            | o    | o    | o    | xo   | 2,29 |
| 4     | Andrij Prozenko   | Ukraine        | o    | xo   | xo   | xo   | 2,29 |
| 5     | Jamie Nieto       | USA            | o    | o    | o    | xxx  | 2,26 |
| 6     | Michael Mason     | Kanada         | o    | o    | xxo  | xxx  | 2,26 |
| 6     | Wanner Miller     | Kolumbien      | o    | o    | xxo  | xxx  | 2,26 |
| 8     | Trevor Barry      | Bahamas        | o    | o    | xxx  |      | 2,21 |
| 8     | Guilherme Cobbo   | Brasilien      | o    | o    | xxx  |      | 2,21 |
| 10    | Víctor Moya       | Kuba           | xo   | o    | xx–  | x    | 2,21 |
| 11    | Jaroslav Bába     | Tschechien     | o    | xo   | xxx  |      | 2,21 |
| 11    | Diego Ferrín      | Ecuador        | o    | xo   | xxx  |      | 2,21 |
| 11    | Gianmarco Tamberi | Italien        | o    | xo   | xxx  |      | 2,21 |
| 14    | Rožle Prezelj     | Slowenien      | o    | xxo  | xxx  |      | 2,21 |
| 15    | Raivydas Stanys   | Litauen        | o    | xxx  |      |      | 2,16 |
| 16    | Viktor Ninov      | Bulgarien      | xo   | xxx  |      |      | 2,16 |
| NM    | Dragutin Topić    | Serbien        | xxx  |      |      |      | ogV  |

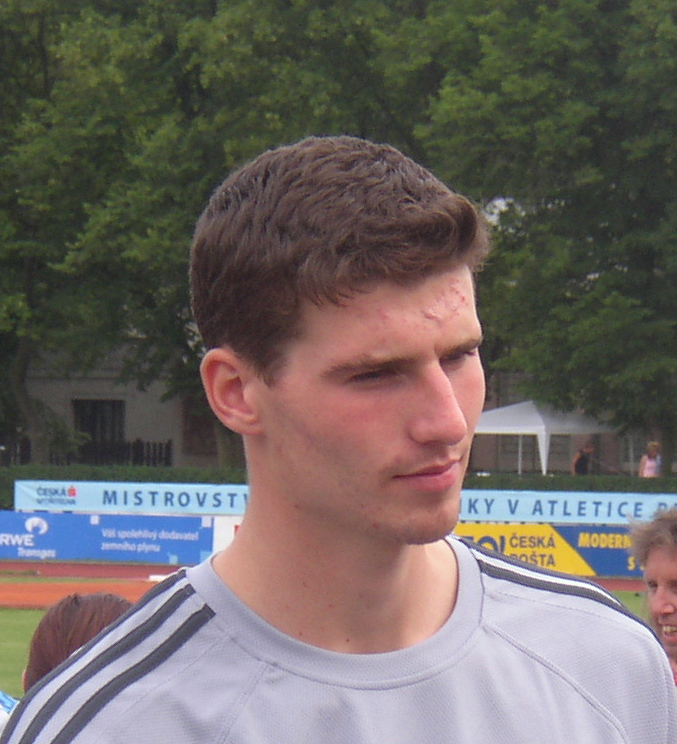
Jaroslav Bába – ausgeschieden mit 2,21 m

Weitere in Qualifikationsgruppe B ausgeschiedene Hochspringer:

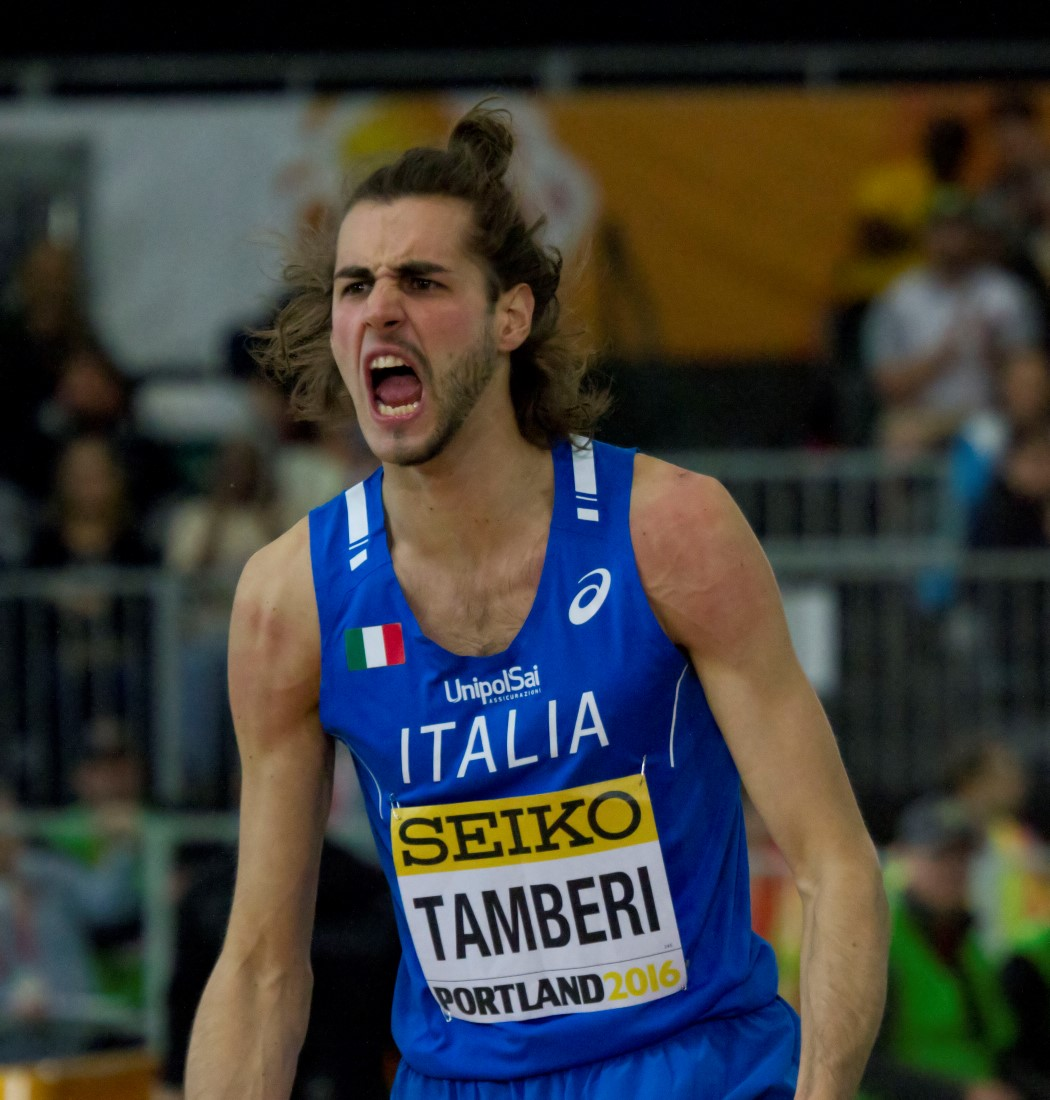
Gianmarco Tamberi – 2,21 m
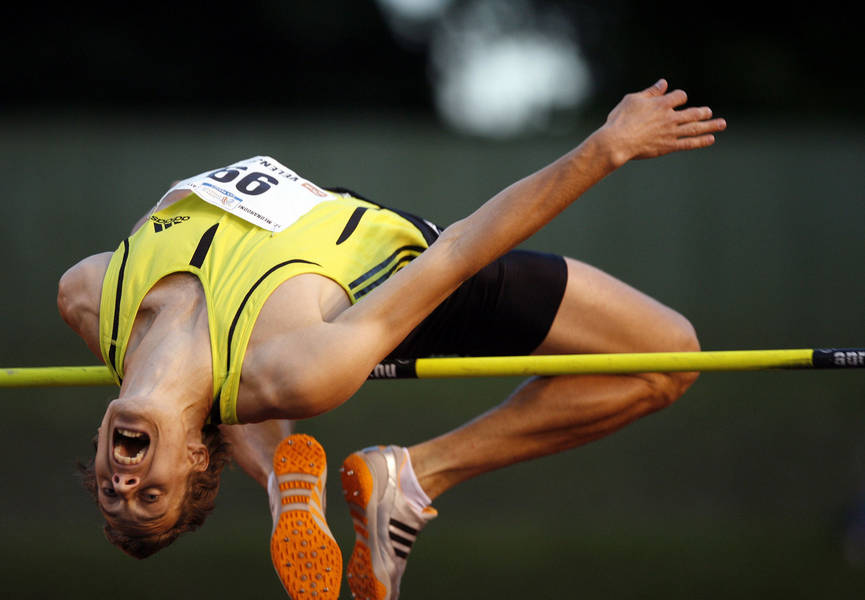
Rožle Prezelj – 2,21 m
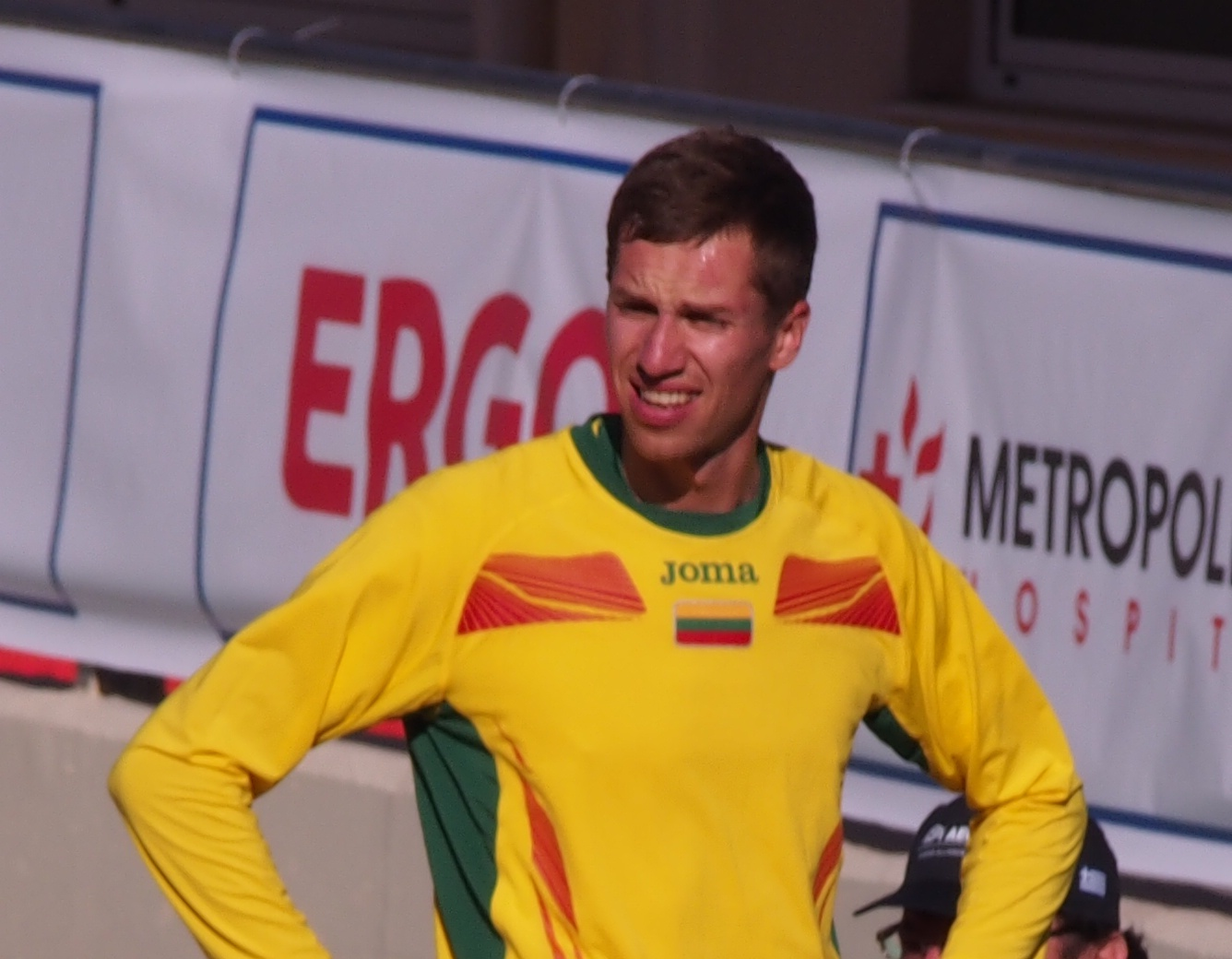
Raivydas Stanys – 2,16 m
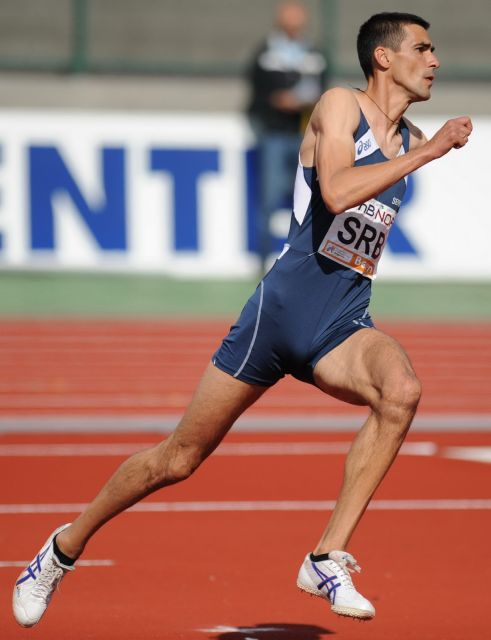
Dragutin Topić – ohne gültigen Versuch

## Finale
7. August 2012, 19:00 Uhr
| Platz | Name               | Nation         | 2,20 | 2,25 | 2,29 | 2,33 | 2,36 | 2,38 | 2,40 | Höhe |
| ----- | ------------------ | -------------- | ---- | ---- | ---- | ---- | ---- | ---- | ---- | ---- |
| 1     | Erik Kynard        | USA            | o    | xo   | o    | o    | x–   | x–   | x    | 2,33 |
| 2     | Derek Drouin       | Kanada         | o    | o    | o    | xxx  |      |      |      | 2,29 |
| 2     | Robert Grabarz     | Großbritannien | –    | o    | o    | xxx  |      |      |      | 2,29 |
| 2     | Mutaz Essa Barshim | Katar          | o    | o    | o    | xxx  |      |      |      | 2,29 |
| 5     | Jamie Nieto        | USA            | o    | o    | xo   | xx–  | x    |      |      | 2,29 |
| 6     | Bohdan Bondarenko  | Ukraine        | xo   | o    | xo   | xxx  |      |      |      | 2,29 |
| 7     | Michael Mason      | Kanada         | o    | o    | xxo  | xxx  |      |      |      | 2,29 |
| 8     | Wanner Miller      | Kolumbien      | o    | o    | xxx  |      |      |      |      | 2,25 |
| 8     | Jesse Williams     | USA            | o    | o    | xxx  |      |      |      |      | 2,25 |
| 8     | Andrij Prozenko    | Ukraine        | o    | o    | xxx  |      |      |      |      | 2,25 |
| 11    | Andrei Silnow      | Russland       | o    | xo   | xxx  |      |      |      |      | 2,25 |
| 12    | Kyriakos Ioannou   | Zypern         | o    | xxx  |      |      |      |      |      | 2,20 |
| 13    | Mickael Hanany     | Frankreich     | xo   | xxx  |      |      |      |      |      | 2,20 |
| DOP   | Iwan Uchow         | Russland       | o    | o    | xo   | o    | o    | o    | x    | 2,38 |

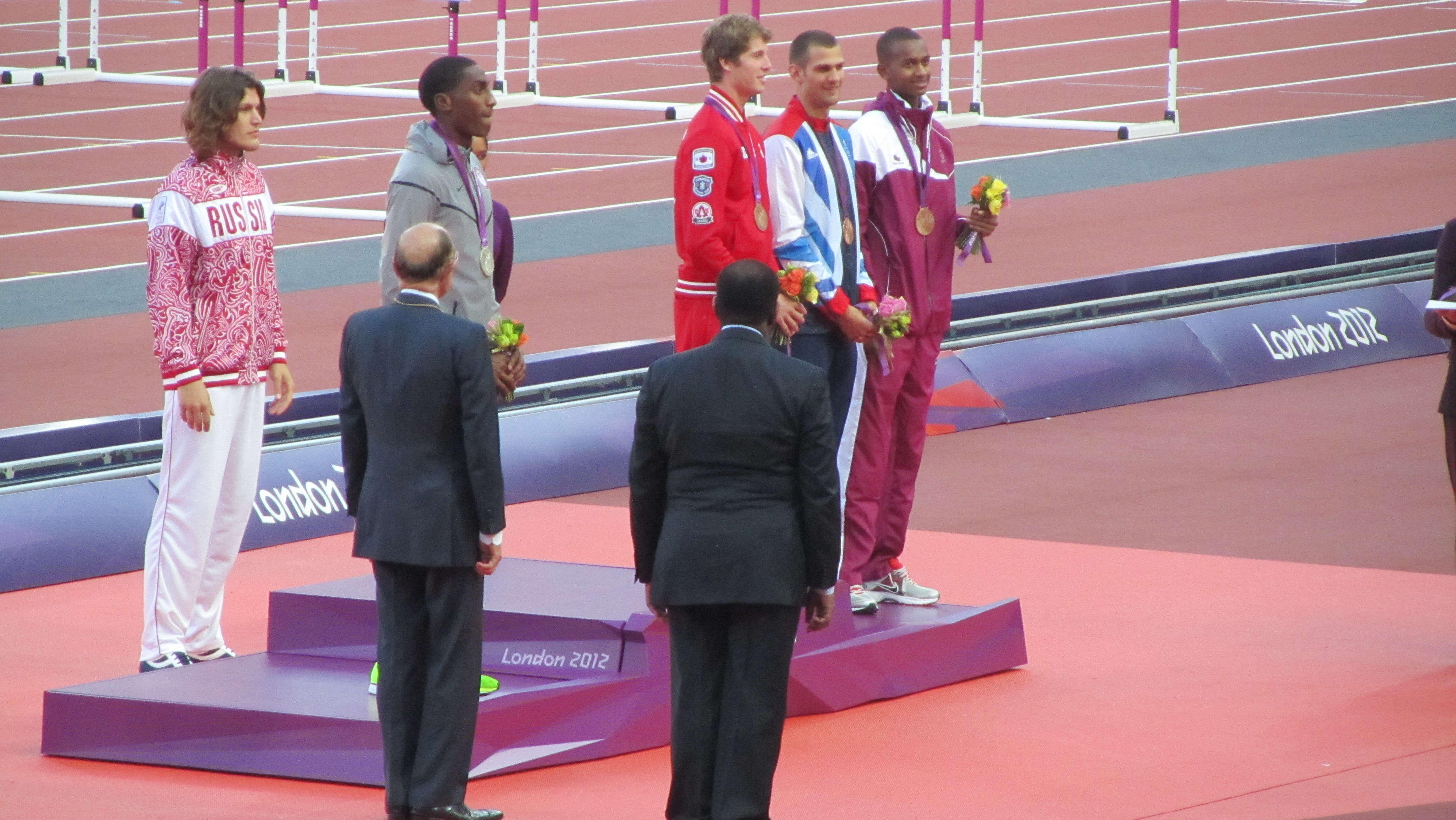
Siegerehrung: vorne Erik Kynard (Silber), links noch nicht auf dem Podest: Iwan Uchow (gedopt und disqualifiziert), hinten die drei Silbermedaillengewinner Derek Drouin, Robert Grabarz und Mutaz Essa Barshim

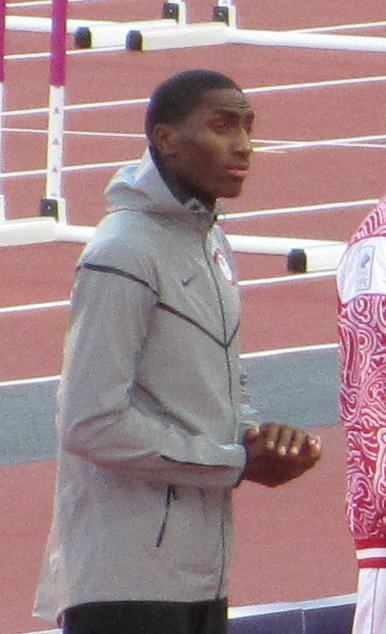
Goldmedaillengewinner Erik Kynard

Für das Finale hatten sich vierzehn Athleten qualifiziert, darunter der gedopte und Jahre später disqualifizierte Russe Iwan Uchow: alle drei US-Amerikaner, zwei Kanadier, zwei Russen, zwei Ukrainer sowie je ein Teilnehmer aus Frankreich, Großbritannien, Katar, Kolumbien und Zypern. Keiner von ihnen war die geforderte Qualifikationshöhe überhaupt erst angegangen, weil schnell klar wurde, dass die vorher aufgelegten und übersprungenen 2,29 m für die Finalteilnahme ausreichen würden.
Einen eindeutigen Favoriten gab es nicht. Weder der Olympiasieger von 2008 Andrei Silnow aus Russland noch der amtierende Weltmeister Jesse Williams aus den USA hatten im Vorfeld der Spiele überzeugen können. Der gedopte Uchow war die bisherige Jahresweltbestleistung gesprungen, hatte aber bislang bei Großveranstaltungen nichts gewinnen können.
Acht Athleten waren nach der dritten Höhe von 2,29 m noch im Wettbewerb. Ohne vorherigen Fehlversuch lagen der Kanadier Derek Drouin, Mutaz Essa Barshim aus Katar und Robert Grabarz aus Großbritannien in Führung. Es folgte der US-Amerikaner Erik Kynard, der bei 2,25 m einmal gerissen hatte. Uchow und der US-Springer Jamie Nieto folgten mit einem Fehlversuch bei 2,29 m. Der Ukrainer Bohdan Bondarenko hatte zwei Fehlversuche zu Buche stehen, der Kanadier Michael Masen hatte ohne vorherigen Fehlsprung drei Versuche über 2,29 m gebraucht. Weder Williams noch Silnow hatten die 2,29 m bewältigt und waren damit schon ausgeschieden.
Die Latte wurde nun auf 2,33 m gelegt. Während Uchow und Kynard die Höhe im ersten Versuch meisterten und Nieto nach zwei Fehlsprüngen seinen letzten Versuch in die nächste Höhe mitnahm, konnte keiner der weiteren Athleten die Höhe überwinden. Nachdem Nieto seinen letzten Versuch bei 2,36 m gerissen hatte, musste man davon ausgehen, dass drei Bronzemedaillen an Drouin, Barshim und Grabarz gingen, die jeweils 2,29 m ohne vorherige Fehlversuche zu Buche stehen hatten.
Nur noch Uchow und Kynard waren im Kampf um Gold noch im Rennen. Uchow übersprang 2,36 m im ersten Versuch, Kynard hatte einen Fehlversuch und ließ dann aus. Auch die nun aufgelegten 2,38 m bewältigte Uchow im ersten Versuch, wieder sparte Kynard sich nach einem Fehlversuch seinen letzten noch verbleibenden Versuch für die neue Höhe von jetzt 2,40 m auf. Kynard war mit seinem Sprung nicht erfolgreich und auch Uchow riss dreimal. Damit blieb Kynard mit seinen 2,33 m die Silbermedaille, während Uchow mit 2,38 m Erster wurde. Zu Charles Austins olympischem Rekord von 1996 fehlte ihm nur ein Zentimeter.
Doch bei diesem Resultat, das allerdings bis 2019 Bestand hatte, blieb es nicht. Der zunächst erstplatzierte Iwan Uchow stellte sich wie oben im Abschnitt „Doping“ beschrieben als gedopt heraus und wurde disqualifiziert. Alle nachfolgenden Athleten rückten um jeweils einen Rang nach oben. So erhielt Erik Kynard die Goldmedaille und es gab anstelle von drei Bronzemedaillen nun drei Silbermedaillen für Robert Grabarz, Mutaz Essa Barshim und Derek Drouin. Jamie Nieto kam auf den fünften Platz vor Bohdan Bondarenko und Michael Mason.
Mutaz Essa Barshim gewann die erste Medaille für Katar in dieser Disziplin.

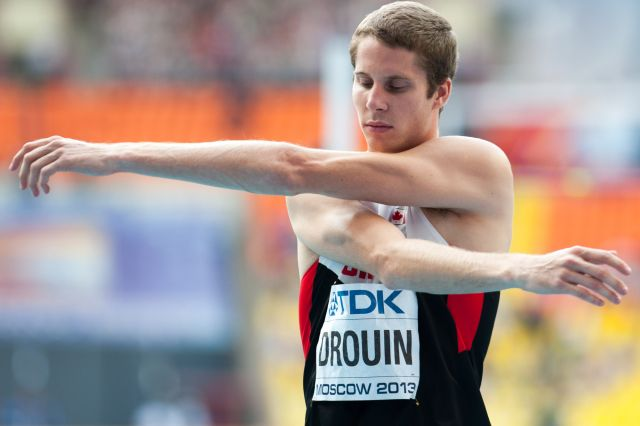
Silbermedaille: Derek Drouin
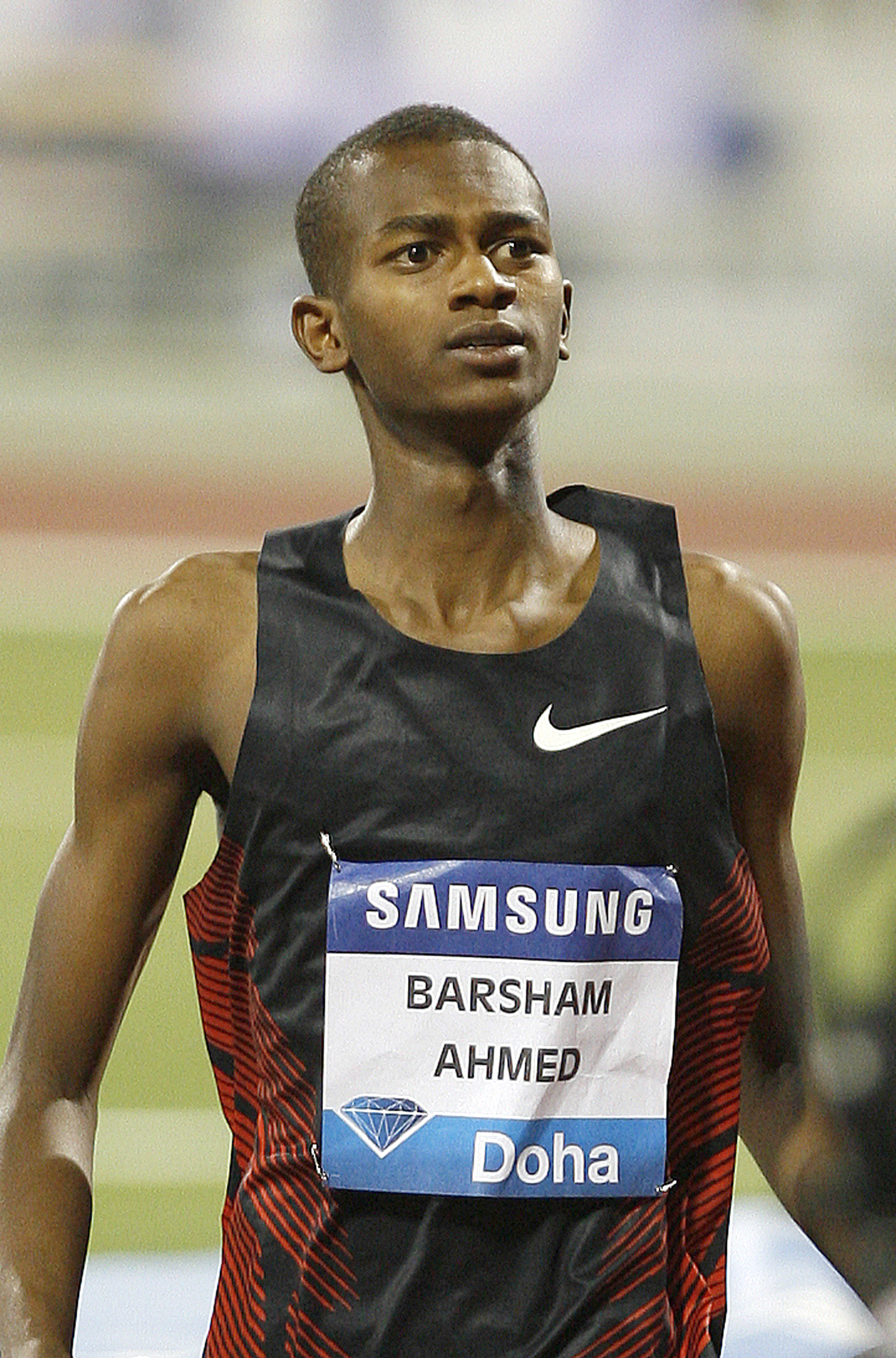
Silbermedaille: Mutaz Essa Barshim
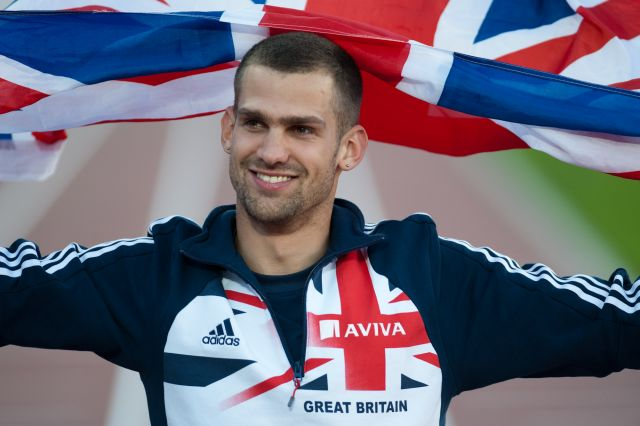
Silbermedaille: Robert Grabarz
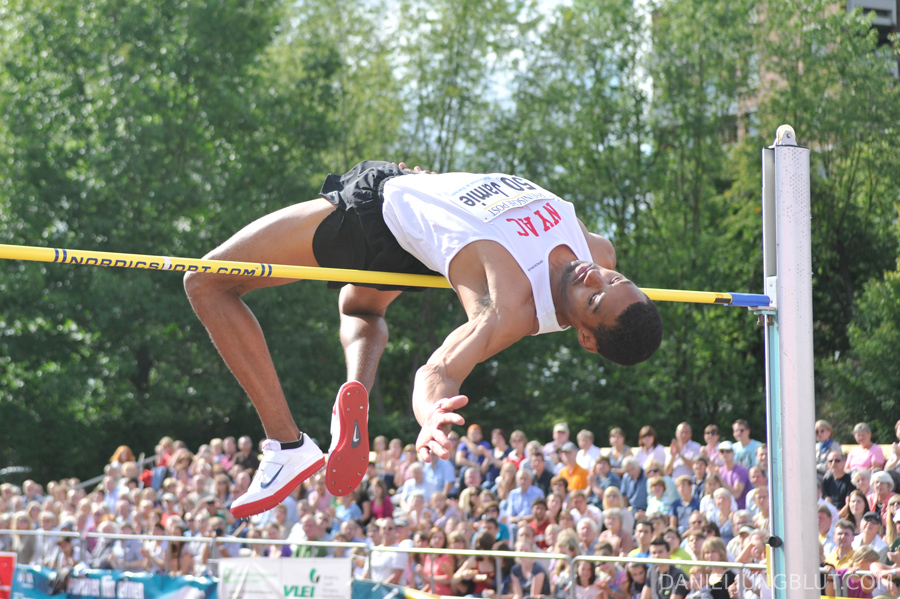
Der fünftplatzierte Jamie Nieto
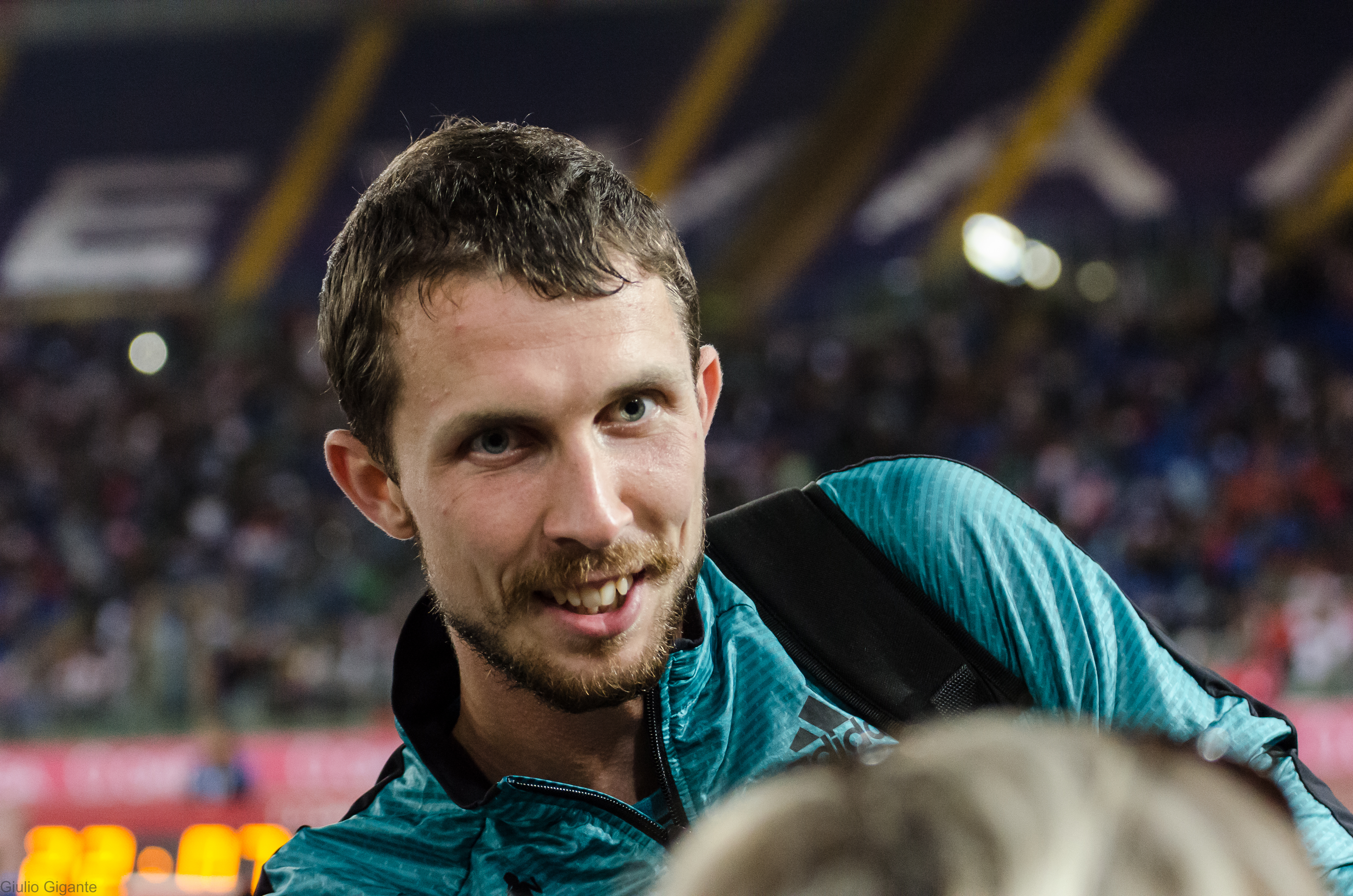
Bohdan Bondarenko kam auf den sechsten Platz
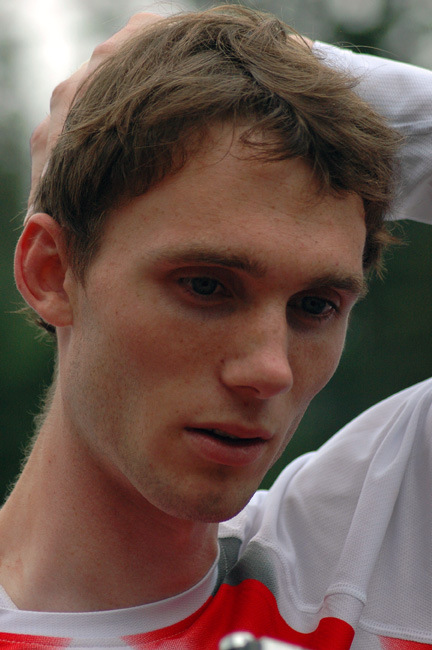
Michael Mason – Rang sieben
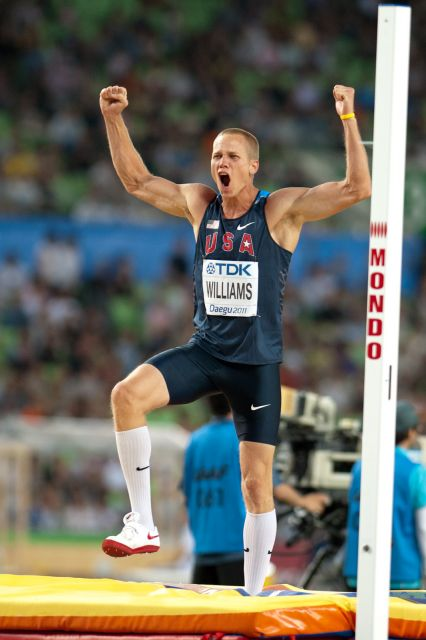
Geteilter Platz acht für Jesse Williams
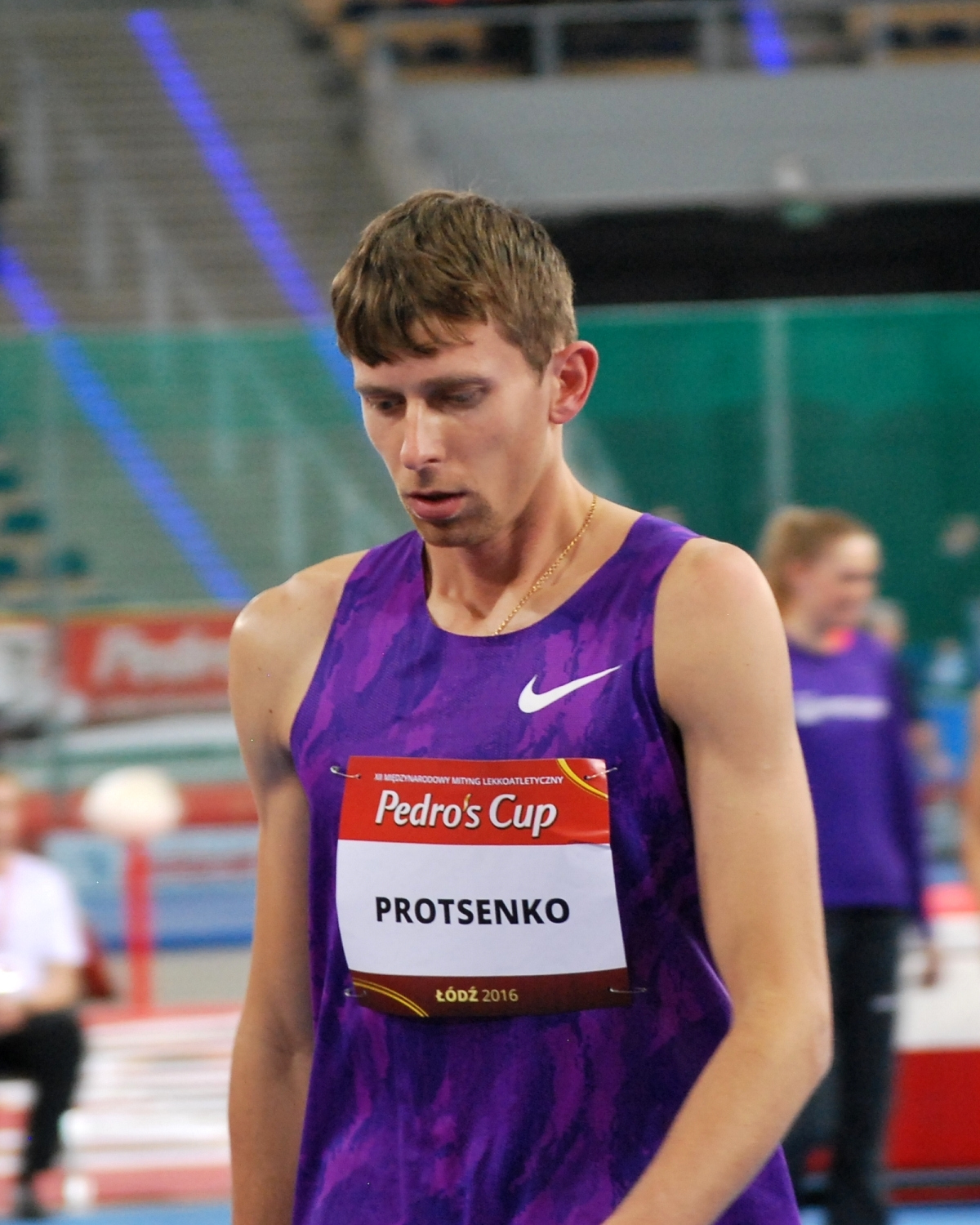
Andrij Prozenko erreichte ebenfalls den geteilten Rang acht
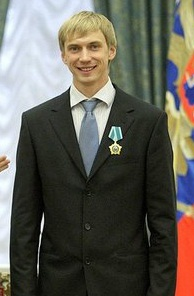
Andrei Silnow wurde Elfter
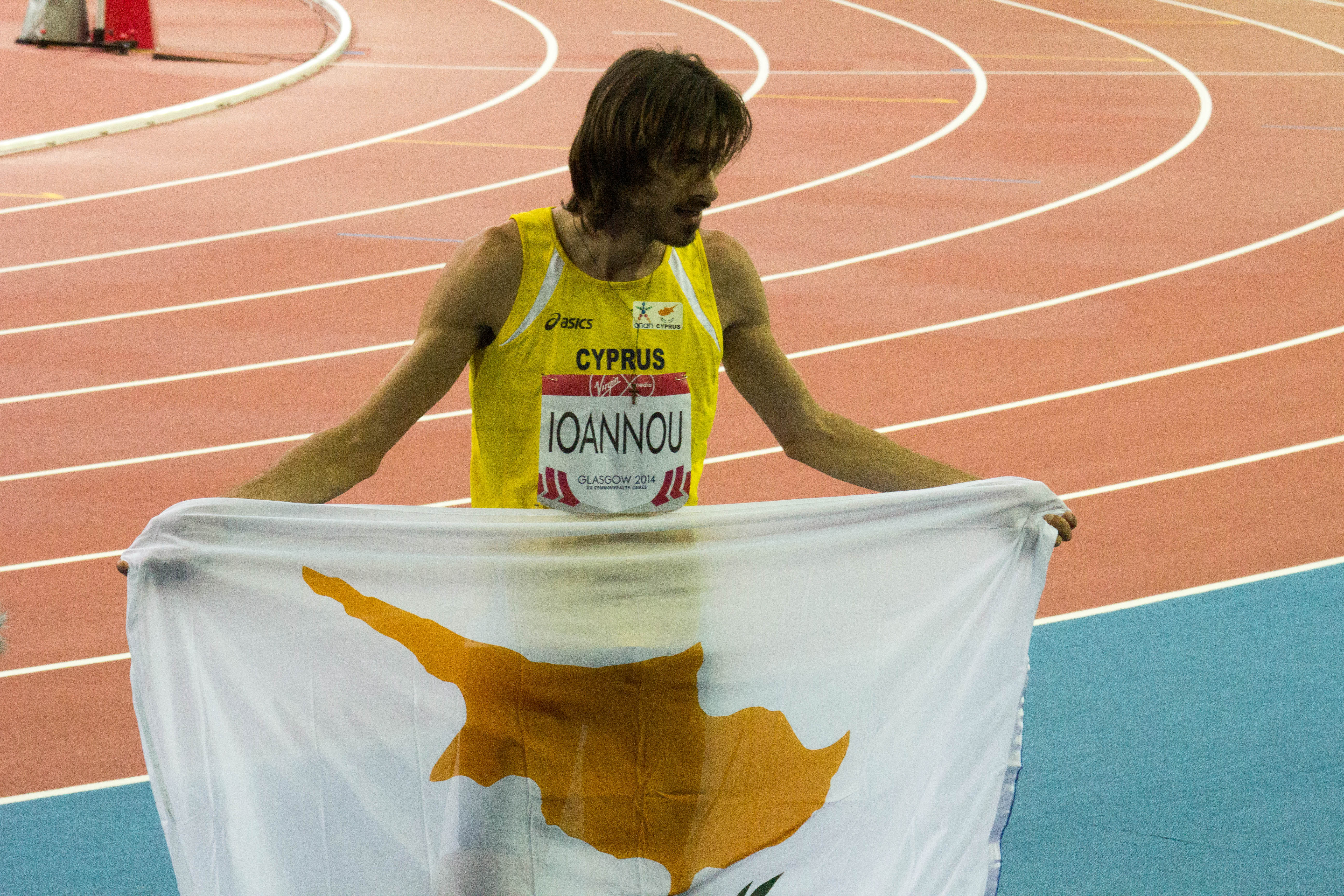
Kyriakos Ioannou kam auf den zwölften Platz
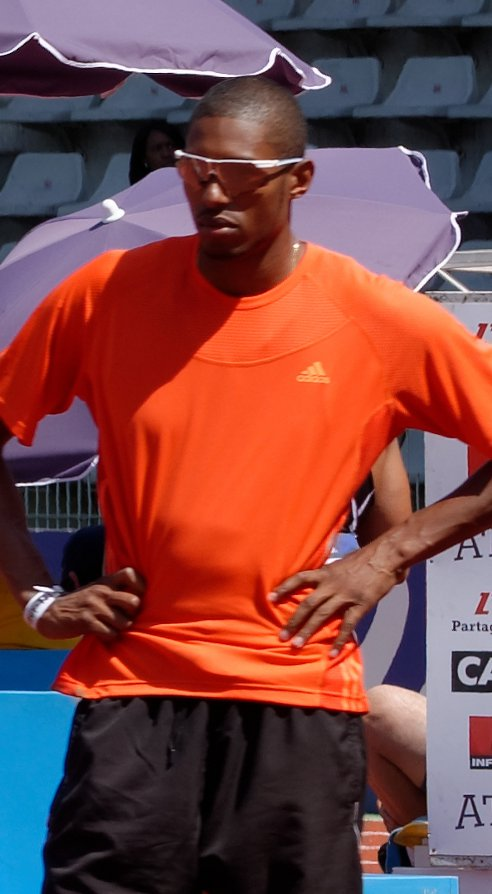
Mickael Hanany belegte Rang dreizehn
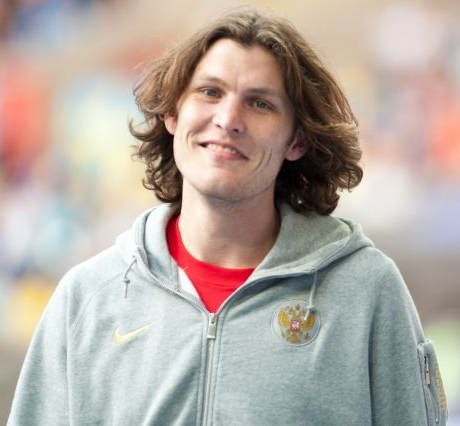
Iwan Uchow – gedopt und disqualifiziert

## Videolinks
- Erik Kynard - 2012 Olympic Profile, youtube.com, abgerufen am 2. April 2022
- Rogers grad Erik Kynard in line to win Olympic gold from 2012, youtube.com, abgerufen am 2. April 2022
- Ivan Ukhov (RUS) Wins High Jump Gold - London 2012 Olympics, youtube.com, abgerufen am 2. April 2022